# Holbav
Holbav este o arie protejată de interes național ce corespunde categoriei a IV-a IUCN (rezervație naturală de tip geologic și paleontologic) situată în partea central-sudică a județului Brașov, pe teritoriul administrativ al comunei Holbav.

## Localizare
Aria naturală se află în partea central-sudică a județului Brașov, pe teritoriul sud-estic al satului Holbav, în apropierea drumului județean DJ106B care leagă satul Vulcan de Paltin.

## Descriere
Rezervația naturală a fost declarată arie protejată prin Hotărârea de Guvern Nr.2151 din 30 noiembrie 2004, publicată în Monitorul Oficial al României, Nr.38 din 12 ianuarie 2005 (privind instituirea regimului de arie protejată pentru noi zone) și întinde pe  o suprafață de 4, 10 ha. 
Aria naturală reprezintă un sit geologic și paleontologic de interes științific, cu formațiuni metamorfice și roci magmatice alcaline datate în liasicul inferior.